# Борщевський Василь Митрофанович
Борще́вський Василь Митрофанович (15 (28) грудня 1909, Новоселівка, Запорізька область — 25 грудня 1992, Вінниця) — літературознавець, кандидат філологічних наук (1955), професор (1965), педагог, краєзнавець, голова Вінницької обласної організації УТОПІК (1966—1979), учасник Другої світової війни, заслужений працівник вищої школи УРСР (1970).

## Біографічні дані
Народився 15 (28) грудня 1909 року у Новоселівці Пологівського району Запорізької області у сім'ї селянина-бідняка.
У 1940 році закінчив Запорізський педагогічний інститут. До 1941 року викладав у Дніпропетровському університеті.
З 1945 року працював викладачем, з 1946 по 1990 (з перервою у 1948—1949) — завідувачем кафедри української літератури Вінницького педагогічного інституту.
Член КПРС з 1940 року.
Помер 25 грудня 1992 року у Вінниці.

### Особистість
Сучасник Василя Митрофановича Жук Мирон Захарович (1908—2015), який працював у Вінницькому педінституті з 1938 по 1949 рік, згадує про нього, як про сильного викладача української літератури, зазначає, що «сильний викладач, али ни... себе він не жалів». Фасоля А. М., який з 1971 по 1975 рік навчався у ВДПУ, згадує вченого серед «відданих науці й залюблених у педагогічну справу викладачів, майстрів, кожен з яких водночас вражав чимось неповторним», зокрема професор Борщевський — енциклопедичністю знань і феноменальністю пам'яті.

## Наукова робота
Досліджував методику викладання літературири, літературного краєзнавства. Здійснив методмчні розробки з вивчення у школі творчості В. Стефаника (1954, співавтор), М. Рильського (1958, 1962, 1970), М. Коцюбинського (1964, 1975; усі — Київ) та інші. Співавтор підручників і хрестоматій з української літератури для середньої школи, які видавали протягом 1950—1990-х років. Співавтор і відповідальний редактор підручників «Українська література» для 9-го класу середньої школи, а також для технікумів і педучилищ.
Зробив значний внесок у розвиток літературного й історичного краєзнавства Вінниччини, охорони, збереження та популяризації пам'яток історії та культури. Один із організаторів обласних, міжрегіональних та республіканських конференцій, присвячених творчості українських письменників. Співавтор та упорядник краєзнавчих збірників: «Літературно-мистецька Вінниччина» (1969), «Краса України — Поділля» (1972), «У дорозі молодій і вічній. Спогади про Миколу Трублаїні» (1977) та інших.

### Основні твори
За УЛЕ:
- Чуття єдиної родини. — К., 1960
- Дружба, єдність. — К., 1963
- Максим Рильський — класик радянської поезії. — К., 1965[3].

## Нагороди
- Заслужений працівник вищої школи УРСР (1970).
- Всеукраїнська літературна премія імені Михайла Коцюбинського (1993, посмертно)[1][8].